# Distinção t-v
A distinção (T)u –(V)ós ou formas de tratamento, são os diversos usos das segundas pessoas gramaticais com sua dependência do grau de confiança, familiaridade, cortesia e respeito em relação ao (s) interlocutor (es).

## Português
Em Português os pronomes e formas de tratamento mais usados são (para maiores detalhes, ver Pronome de tratamento):

### Português brasileiro
- Segunda pessoa de singular
  - Informal Você — usado em quase todo país. É o tratamento do linguajar padrão, da mídia, televisão, rádio, cinema, etc. A conjugação verbal é na terceira pessoa do singular, não na segunda. Somente na conversação coloquial, no Modo imperativo é usual utilizar o você, mas conjugar como tu.
  - Informal Tu — usado no estado do Rio Grande do Sul, em alguns estados do Norte-Nordeste, em alguns locais da cidade do Rio de Janeiro, embora o "Você" seja, mesmo nesses locais, razoavelmente aceito, por ser o linguajar padrão, universalizado e televisivo. Muitos desses usuários do tu , na conversação coloquial, geralmente conjugam o verbo na terceira pessoa, de forma análoga à conjugação do pronome "você", em áreas mais restritas ainda é recorrente a conjugação do tu na segunda pessoa conforme o padrão da língua, como nas cidades e Regiões Metropolitanas de Belém, Florianópolis e São Luís.[1]
  - Formal: São usados o senhor, a senhora, Vossa Alteza, Vossa Majestade, Vossa Excelência, Vossa Santidade, Vossa Senhoria e demais Pronomes de tratamento específicos para autoridades civis, militares, judiciárias, universitárias, acadêmicas, religiosas, monárquicas, imperiais, etc, sempre com conjugação na terceira pessoa do singular. O "Vós" é arcaico, estando em completo desuso. Aplica-se em textos clássicos da literatura, textos jurídicos, bíblicos, científicos, filosóficos e acadêmicos, e até em questões de concursos, mas nunca em textos argumentativos. Por vezes tem aplicação irônica.
    - Existe ainda um "Formal coloquial", ao falar com, ou ao se referir a, pessoas mais velhas. Trata-se das palavras Seu para homens e Dona para mulheres, as quais sempre antecedem o nome da pessoa: "Seu" Pedro, "Dona" Maria.
- Segunda pessoa do plural
  - Informal — "Vocês" é universal, tanto para os que usam "você", como para os que usam "tu", na informalidade.
  - Formal — mesmo do "Formal" do Singular, apenas "pluralizados" (Ex. os senhores, Vossas Excelências, etc) e sempre com conjugação na terceira pessoa do plural. Para "Vós", idem Singular acima: Não é usado.

### Português europeu
Usado também no português da África e da Ásia.
- Segunda pessoa de singular
  - Informal Tu — entre pessoas que já conhecem há um bom tempo, amigos, colegas
  - Intermediário entre o Informal Tu e o mais formal - usa-se o "Você". Diferencia-se do uso brasileiro por utilizar as formas "se", "si", "consigo", "o", "a", "lhe", os quais na conversação quase não são usados no Brasil.
  - Formal: São usados o senhor, a senhora, Vossa Excelência, Vossa Senhoria, Vossa Majestade, Vossa Santidade, Vossa Alteza, etc, conforme no Brasil. O arcaico "Vós" já raramente se usa, indica muita formalidade
- Segunda pessoa do plural — Idem ao português do Brasil. "Vós" ainda é bastante usado no norte de Portugal e na linguagem da Igreja Católica ao dirigir-se aos fiéis..

## Tratamento T-V por língua
Na maior parte das línguas listadas a seguir há a um pronome informal de tratamento para a segunda pessoa do singular e uma forma única que atende ao formal do singular, ao informal do plural e também ao formal do plural. Aí estão o francês, a maior parte das línguas eslavas, as bálticas, as fino-úgricas, o Albanês, o Grego, o Curdo’’, as línguas turcomanas, as do Cáucaso, Filipino (Tagalo), outras.
Outras línguas apresentam uma única forma para o formal, seja singular ou plural. Há, porém, dois diferentes informais, um para singular, outro para plural. Aí se enquadram as línguas germânicas.
Outros idiomas apresentam as quatro formas distintas. Há alguns casos de idiomas que distinguem ainda o gênero do interlocutor, outros apresentam forma para o dual (para duas pessoas, diferente do singular e do plural), outras apresentam ainda mais formas para diferentes graus de formalidade.
Nas línguas aqui listadas há uma maior tendência para utilizar a forma plural da segunda pessoa para indicar a formalidade mesmo no singular. Há também, por vezes, o uso de conjugação na terceira pessoa com a mesma função.
Os limites para uso da segunda pessoa singular informal ou da segunda pessoa singular formal variam ligeiramente entre as diversas línguas. Por exemplo, a segunda pessoa singular informal “tu” do francês é bem mais restrito do que em português. Indica uma quase intimidade, um conhecimento de longa data, amizade. É algo semelhante ao alemão “du”. Porém, em neerlandês o "jij" (segunda pessoa singular informal) tem aplicação mais ampla.
Em inglês moderno não há usualmente uma segunda pessoa singular informal, o "you" é universal para segunda pessoa. As formas antigas da segunda pessoa singular informal (thou/thee) são percebidas apenas em textos bíblicos, religiosos e na literatura mais clássica.

### Tabela T-V
| | segunda pessoa singular informal | segunda pessoa singular formal | segunda pessoa plural informal                                                                                             | segunda pessoa plural formal                                                                                                |
| --- | --- | --- | --- | --- |
| Afrikaans | jy/jou | u | julle | u |
| Albanês | ti | ju | ju | ju |
| Alemão | du | Sie | ihr | Sie |
| Amárico | አንተ (antä) (m) አንቺ (anči) (f) | እስዎ (ɨsswo) ou እርስዎ (ɨrswo) | እናንተ (ɨnnantä) | እስዎ (ɨsswo) ou እርስዎ (ɨrswo)                                                                                                 |
| Árabe | anta (para homem), anti (para mulher) | anta / anti; em alguns dialetos ḥaḍretak (sua graça) o sayyidtak (sua senhoria) | antum (para homens), antunna (para mulheres)                                                                               | antum / antunna; em alguns dialetos ḥaḍretkum ou sayyidatkum                                                                |
| Armênia | դու (du) Dialeto leste, դուն (tun) Dialeto leste | դուք (duk) Leste (tuk) Oeste | դուք (duk) Leste (tuk) Oeste                                                                                               | դուք (duk) Leste (tuk) Oeste                                                                                                |
| Azeri | sən | siz | siz | siz, por vezes sizlər |
| Basco | hi (muito íntimo / familiar), zu | zu, berori (muito respeitoso, dialectal, raramente usado) | zuek | zuek |
| Bengali | তুই tui (muito informal) তুমি tumi | আপনি apni | তোরা tora (muito informal) তোমরা tomra                                                                                         | আপনারা apnara |
| Bosnio | ti | Vi | vi | vi |
| Búlgaro | ти (ti) | Вие (Vie) | вие (vie) | вие (vie) |
| Catalão | tu vós (antigo,literário, dialeto de Ibiza) Vós (com Deus) | vostè | vosaltres | vostès |
| Cazaque | сен (sen) | сіз (siz) | сендер (sender) | сіздер (sizder) |
| Tcheco | ty | Vy | vy | vy |
| Coreano | neo | — (direto c/ uma pessoa); dangsin (c/ um leitor anônimo) | neohui | — (yeoreobun) |
| Croata | ti | Vi | vi | vi |
| Cungo (de Angola) | a | i!a | i!a | i!a |
| Curdo (Norte), Kurmanji | tu | hûn, hingo, tu | hûn, hingo' | hûn, hingo |
| Curdo (Sul), Sorani | to | êwe, to | êwe | êwe |
| Dinamarquês | du | De | I | De |
| Gaélico Escocês | thu | sibh | sibh | sibh |
| Eslovaco | ty | Vy | vy | vy |
| Esloveno | ti | vi | vidva (dual), vidve o vedve (dual – c/ 2 mulheres); vi (plural), ve (plural - solo c/ mulheres)                            | vi (dual e plural) |
| castelhano (Espanha, África)                                                                                                   | tú | usted (antigo ou literário vos, vuecencia, usía, etc) | vosotros (masc.) vosotras (fem.)                                                                                           | ustedes |
| castelhano da América, partes da Andaluzia (alterado: p.ex.: ustedes estáis) e das Ilhas Canárias onde sistema acima substitui | tú ou vos | usted | ustedes (vosotros, vosotras, na poesia, hinos...)                                                                          | ustedes |
| Esperanto | ci | vi | vi | vi |
| Estoniano | sina | Teie | teie | Teie |
| Feroês | tú | tygum | tit | tygum |
| Filipino | ka /ikaw | kayo | kayo | sila |
| Finlandês | sinä | te | te | te |
| Francês | tu (sujeito)/toi/te | vous/vous | vous/vous | vous/vous |
| Frísio (Oeste) | dû/do | jo (Jo when addressing God) | jimme/jim | jimme/jim |
| Galês | ti ou chdi | chi ou chwi | chi ou chwi | chi ou chwi |
| Galego | tu, tí | vostede | vós | vostedes |
| Georgiano | შენ shen | თქვენ tkven | თქვენ tkven | თქვენ tkven |
| Grego | εσύ (esy) | εσείς (eseis) | εσείς (eseis) | εσείς (eseis) |
| Neerlandês | jij/je (Países Baixos, neerlandês padrão) gij/ge (Bélgica) | u U o Gij (a dios) | jullie | u |
| Húngaro | te | Ön (mais formal) ou maga | ti | Önök (mais formal) ou maguk (menos formal)                                                                                  |
| Hindi | तू tu (muito informal) तुम tum | आप aap | तुम लोग tum log | आप लोग aap log |
| Ido | tu | vu | vi | vi |
| Inglês moderno | thou/thee | ye/you | ye/you | ye/you |
| Inglês moderno | you/you | you/you | you/you | you/you |
| Islandés | þú | þér | þið | þér |
| Indonésio | kamu | Anda | kalian | |
| Interlíngua | tu (te) | vos | vos | vos |
| Italiano | tu (te) | Lei (arcaico Ella, antigo voi) | voi | voi (por vezes Loro) |
| Japonês | 君 (kimi) (familiar) お前 (omae) あんた (anta) 貴様 (kisama) 手前 (temae, temē) (os dois últimos com conotação hostil)                                                     | あなた (anata) 貴殿 (kiden) (literário) | お前ら(omaera) 君たち (kimitachi)                                                                                          | あなたたち (anatatachi) |
| Javanês | kowe, awakmu | panjenengan, sampeyan | kowe kabeh | panjenengan sedanten |
| Canarês | ನೀನು niinnu | ನೀವು niivu | ನೀವು niivu | ನೀವು niivu |
| Ladino, ver castelhano | tu | vozótros | tu | vozótros |
| Letão | tu | Jūs | jūs | Jūs |
| Lituano | tu | jūs | jūs | jūs |
| Lombarda | ti | vü; or lüü (male) or lée (female) | viòltar | viòltar; or vü; or lur |
| Chinês mandarim | 你 nǐ | 您 nín | 你们 你們 nǐmen | inexistente; a forma regular de 您们 您們}}) nínmen não é usuall; se usa mais 大家 dàjiā “todo mundo” o 你们大家 你們大家). |
| Malaio | kamu (padrão), engkau (regional, usa-se o curto kau, se diz "ko", ainda mais informal), hang (norte, entendido em todo país), awak (é rude, exceto para grande intimidade) | anda (polido, formal amigável; usado em documentos, contexto formal, propaganda. "Anda" nunca no malaio falado; em seu lugar malaios usam o nome ou título da pessoa), kamu (não polido, não amigável; usado em documentos - sentido de obrigação, por força de lei. Jurídico). | kau orang (c/ pronúncia "k'orang" indica "todos vocês"; gíria, mais informal), kau semua, hangpa (norte), kalian (arcaico) | anda, kalian (arcaico) |
| Macedônia | ти (ti) | Вие (Vie) | вие (vie) | вие (vie) |
| Nepali | तँ, तिमी (tã, timi) | तपाईं (tapāī̃) | तिमी(-हरू) (timi[-harū]) | तपाईं(-हरू) (tapāī̃[-harū]) |
| Norueguês | du | De (Bokmål), Dei (Nynorsk) | dere (Bokmål), de/dokker (Nynorsk)                                                                                         | De (Bokmål), Dei (Nynorsk)                                                                                                  |
| Oriá | tu/ tume | aapano | tumemane | aapanomane |
| Persa | to | shomâ | shomâ | shomâ |
| Polonês | ty | pani (p/ mulher) pan (p/ homem) | wy | państwo (geral) panie (p/ mulheres) panowie (a homens)                                                                      |
| Português (Portugal) | tu vós (uso regional - norte) | o senhor/a senhora (mais formal) você vós (arcaico ou literário) | vocês vós (arcaico, literário ou regional)                                                                                 | os senhores / as senhoras                                                                                                   |
| Português (Brasil) | você (em alguns locais tu) | o senhor/a senhora seu/dona (formal coloquial) vós (arcaico ou literário) | vocês vós (arcaico ou literário)                                                                                           | os senhores / as senhoras                                                                                                   |
| Quirguiz | сен (sen) | сиз (siz) | силер (siler) | сиздер (sizder) |
| Romeno | tu | dumneata / dumneavoastră | voi | dumneavoastră |
| Russo | ты (ty) | Вы (Vy) | вы (vy) | вы (vy) |
| Sérvio | ти (ti) | ВВи (Vi) | ви (vi) | ви (vi) |
| Somali | adhi | adhiga | idhinka | idhinka |
| Sórbio (Baixo) | ty | Wy | wej (dual), wy (plural) | wy |
| Sueco | du | ni | ni | ni |
| Filipino (Tagalo) | ikáw ka (sempre pós posto) | kayó | kayó | kayó |
| Tadjique | ту (tu) | Шумо (Shumo) | шумо (shumo) | шумо (shumo) ou шумоён (shumoyon) (esta só no tadjique falado)                                                              |
| Tâmil | நீ (nee) | நீங்கள் (neengal) | நீங்கள் (neengal) | நீங்கள் (neengal) |
| Telugu | nuvvu | meeru | meer-andaru | meer-andaru |
| Turco | sen | siz | siz | siz, sizler |
| Ucraniano | ти (ty) | ви (vy) / Ви (Vy) (corresp. oficial) | ви (vy) | ви (vy) |
| Urdu | تو tū (muito informal) تم tum | آپ āp | تم لوگ tum log | آپ لوگ āp log |
| Uigur | سەن sän | سىز siz or سىلى sili | سىلەر silär | سىزلەرsizlär |
| Ubykh | wæghʷa | sʸæghʷaalha | sʸæghʷaalha | sʸæghʷaalha |
| Yídiche | du | ir | ir | ir |

## Particularidades
- Há línguas nas quais modernamente, na prática, não existe uma distinção T-V, entre a segunda pessoa singular informal e a segunda pessoa singular formal. É o caso do afrikaans, do esperanto, do inglês moderno (o thou/thee e formas correlatas só existem em textos bíblicos e literatura clássica), do árabe moderno padrão em geral (há essas distinção em algumas formas dialetais).

- Em outras línguas, em especial nas da Escandinávia, existe a segunda pessoa singular formal como regras gramatica, mas na prática essa distinção é raramente usada. Nesse grupo estão o finlandês, o norueguês, o dinamarquês, o islandês, o grego (usava-se a forma plural para formalidade), o hebraico (formal só para autoridades de escalão muito alto).

O sueco já apresentou uma complexidade de tratamento até a Segunda Grande Guerra. Havia distinções que dependiam da classe social de ambos interlocutores, considerava-se a nobreza ou realeza, usava-se enfáticamente os sobrenomes, havia variações com a idade, classe social ou cultura, como se dirigir ao casal, à esposa, etc. Hoje, quase não há essa distinção.
- Usam os dois níveis, formal e informal, boa parte dessas línguas com plural único, os seguintes idiomas, dentre outros: Albanês, bósnio, búlgaro,castelhano, catalão, croata, checo, eslovaco, esloveno, esperanto, estoniano, francês, gaélico escocês, ido, italiano, russo, sérvio.

Em algumas dessas línguas há algumas palavras para se dirigir formalmente a outra pessoa que dependem da profissão, cargo, nível hierárquico, as quais não chegam a ser consideradas como um Pronome separado.
Em uigur as quatro formas (formal - informal, singular - plural).
Há uma rigidez no uso da segunda pessoa singular formal, uma restrição maior contra o uso livre da segunda pessoa singular informal, em francês, em romeno. Um pouco menos, mas com certa rigidez, fica o alemão. O francês falado no Canadá e quando falado pelos Valões da Bélgica tem muita liberdade para o uso bem amplo do tu segunda pessoa singular informal.
- Há três níveis de informalidade / informalidade nas línguas basca, neerlandesa, bengali, turca (forte distinção), lituana (porém, o formal Tamsta cai em desuso).

- Outros casos:
  - Chinês mandarim: O uso do Formal é ainda muito forte, há distinção quanto à hierarquia e ao parentesco, mas a idade é mais significativa. Em Wu e em outras línguas do sul da China, quase não se usam essas distinções.
  - Há também as distinções por hierarquia e por parentesco em japonês e coreano (sete níveis).
  - As distinções conforme acima atingem também as primeira e terceira pessoas, além da segunda pessoa, no:
    - Vietnamita (quatro níveis para primeira pessoa, dois para segunda pessoa, um ou três para terceira pessoa na hierarquia; são vinte tratamentos dependentes de parentesco)
    - Tailandês - são muitos os diferentes parentescos, há dependências co o nível de ambos interlocutores.

  - Polonês - há uma complexidade, com dependência também de gênero (homem, mulher, outro para casal), nome de família, atividade.
  - Húngaro - há muitas diferenças sutís, mas o maior uso é para três formas: maga, on, tetszik (forma verbal). Há ainda duas em quase desuso: kend e kegyed.
  - Em ubykh (extinta) e em dyirbal (quase extinto, nordeste da Austrália), há um complexo sistema de tratamento chamado "lingua da sogra". Em Ubykh e outras línguas aborígenes, é interdito dirigir a palavra à sogra, à nora ou genro, aos filhos da irmã do pai e aos filhos do irmão da mãe. Quando é imprescindível que se dirija a palavra a essas pessoas, utiliza-se um complexo sistema de linguagem.